# Броненосные крейсера типа «Кресси»
Броненосные крейсера типа «Кресси» — серия кораблей британского королевского флота, построенная на рубеже XIX—XX веков. «Кресси» разрабатывались в противовес французским крейсерам типа «Монкальм». Стали родоначальниками нового поколения британских броненосных крейсеров, в королевском флоте числились крейсерами 1-го класса. Всего построено 6 единиц: Cressy, Sutlej, Aboukir, Hogue, Bacchante, Euryalis. Все они принимали активное участие в Первой мировой войне.
Их дальнейшим развитием стали броненосные крейсера типа «Дрейк».

## Конструкция

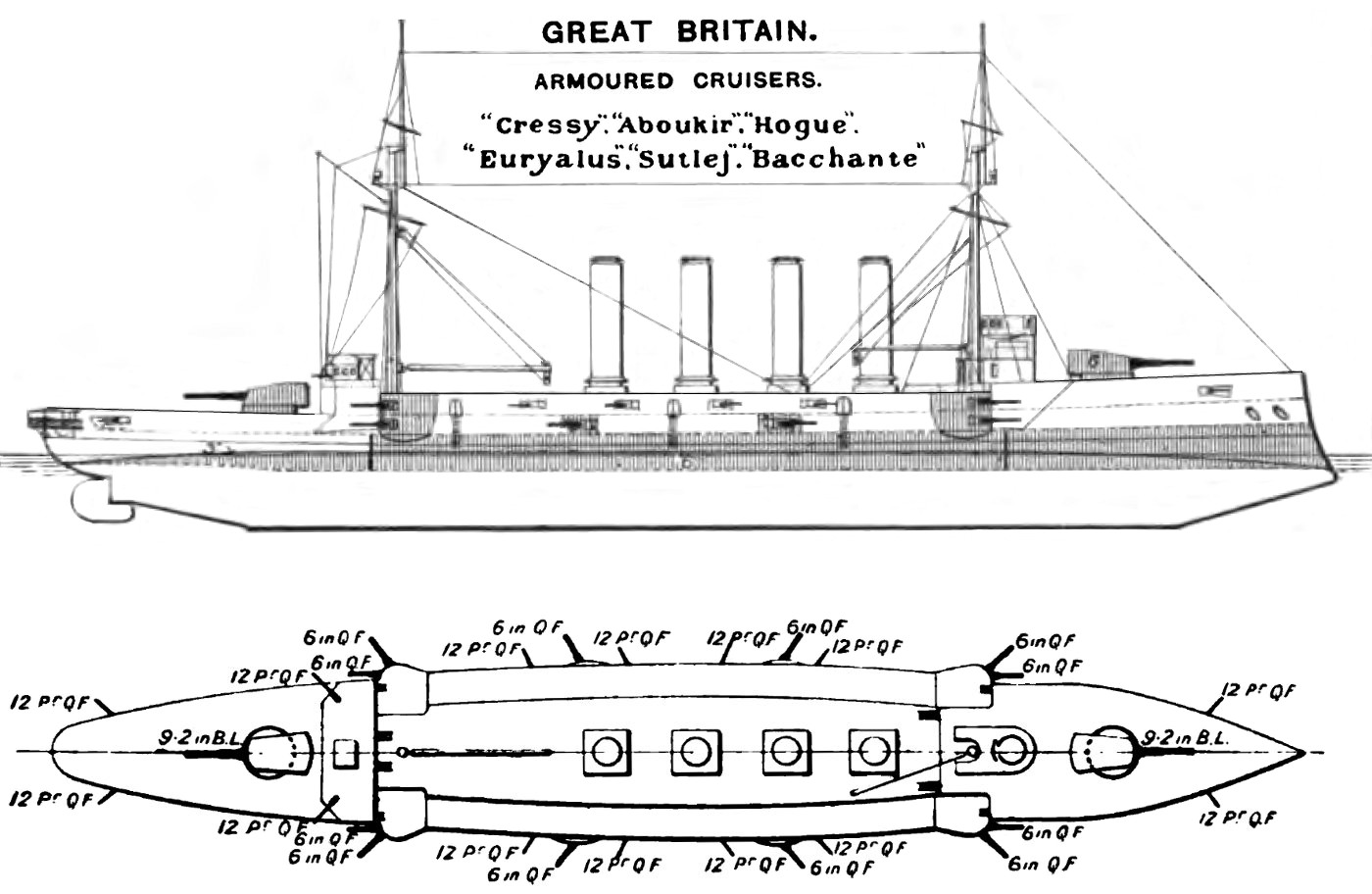
Броненосные крейсера типа «Кресси». Схема.

До 1898 года британское Адмиралтейство ограничивалось только созданием бронепалубных крейсеров. Но затем, когда технологии Круппа сделали возможным добавление и бортовой брони, достаточно прочной, чтобы выдержать попадание 6" стального снаряда, при сохранении прежних размерений и водоизмещения, в Британии вернулись к классу броненосного крейсера. Общая архитектура и силуэт у типа «Кресси» такие же как у бронепалубных крейсеров типа «Диадем».

### Корпус
Корабли имели длину 143,9 м (472 футов), ширину 21,2 м (69 футов 6 дюймов), проектную осадку 7,92 м (26 футов) при нормальном и 8,2 м (26 футов 9 дюймов) полном водоизмещении.

### Силовая установка
Две 4-х цилиндровые паровые машины тройного расширения, 30 паровых котлов Бельвиля. Запас угля 1600 тонн. Проектная мощность силовой установки: 21 000 л. с.

### Бронирование
70 метровый пояс из 152 мм крупповской брони высотой 4,5 метра, спереди и сзади замыкался броневыми траверзами толщиной 127 мм. Броневая палуба имела толщину 25 мм, а от кормового траверза в корму её толщина составляла 76 мм. Толщина брони башен составляла 152 мм, толщина брони казематов была от 127 до 51 мм, боевой рубки — 305 мм.

### Вооружение
Вооружены аналогично крейсерам типа «Пауэрфул».

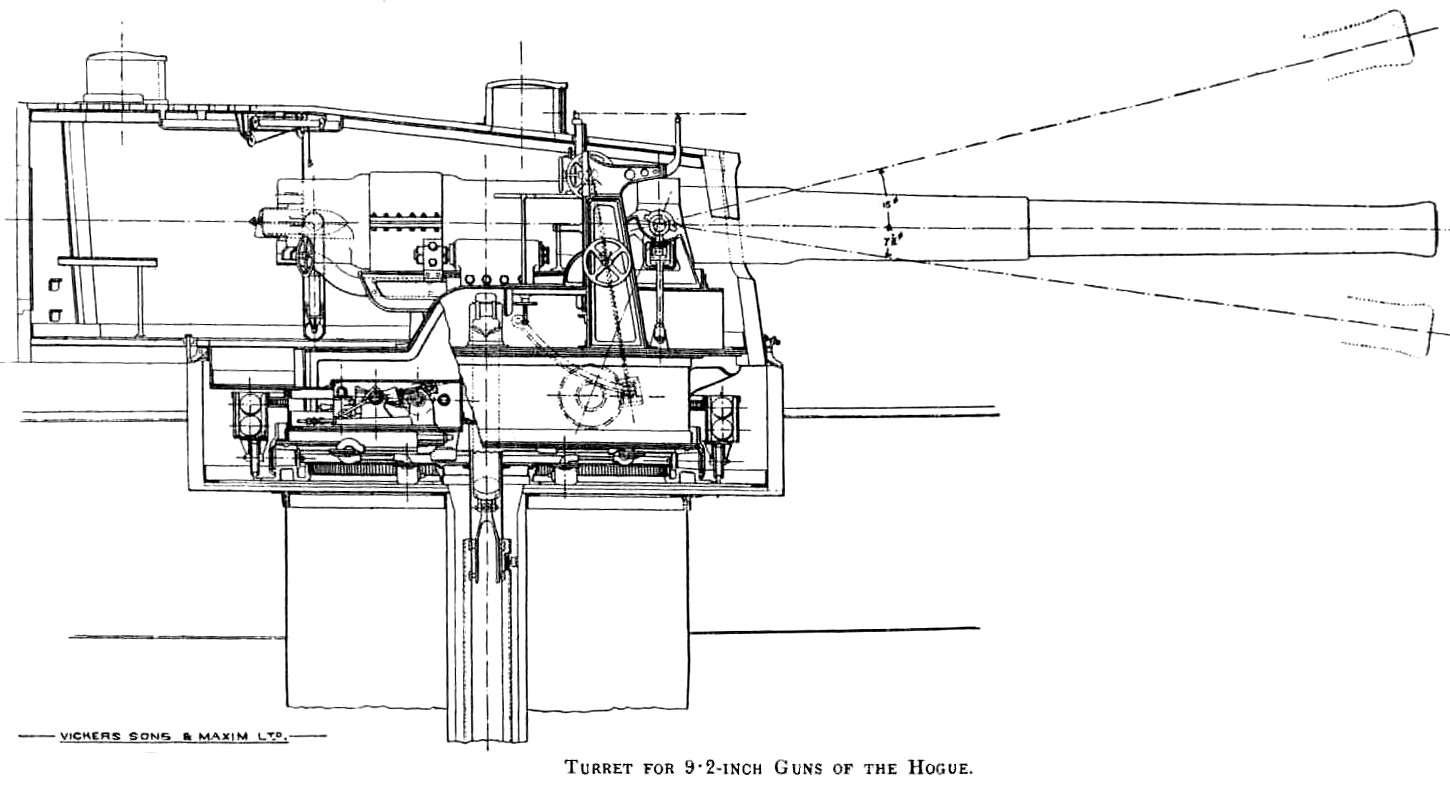
Башни главного калибра крейсеров типа «Кресси»

Но новые 234-мм орудия могли заряжаться при любом угле возвышения. Они располагались в одноорудийных башнях, в носу и корме. Установки имели угол возвышения до 15°, что обеспечивало для 170-кг снарядов максимальную дальность 14 200 м. Средний калибр состоял из 12 6-дюймовых орудий Mk VII, которые были расположены в казематах по бортам. Восемь из них были установлены на главной палубе и могли использоваться только в безветренную погоду. Они стреляли 45,4-кг снарядами и имели максимальную дальность 12 200 ярдов (11 200 м). Двенадцать 12-фунтовых пушек предназначались для защиты от миноносцев, располагались восемь в казематах на верхней палубе и четыре в надстройке. Также на крейсерах были два подводных 18-дюймовых (457 мм) торпедных аппарата.
| Орудие                               | 9.2"/46,7 Mark IX | 6"/45 Mark VII   |
| ------------------------------------ | ----------------- | ---------------- |
| Год начала эксплуатации              | 1900              | 1901             |
| Калибр, мм                           | 234               | 152              |
| Длина ствола, калибров               | 46,7              | 45               |
| Скорострельность, выстрелов в минуту | 3 — 4             | 5 — 7            |
| Углы склонения                       | -7°/+15°          | -7°/+15°         |
| Тип заряжания                        | картузное         | картузное        |
| Вес снаряда, кг                      | 172,4             | 45,4             |
| Начальная скорость, м/с              | 847               | 784              |
| Максимальная дальность стрельбы, м   | 14 170            | 13 350 (при 20°) |

## Представители
1. «Кресси» заложен 12 октября 1898, спущен 4 декабря 1899, введён в строй 28 мая 1901 года.
2. «Сатледж» заложен 15 августа 1898, спущен 11 ноября 1899, введён в строй 6 мая 1902.
3. «Абукир» заложен 9 ноября 1898, спущен 16 мая 1900, введён в строй 3 апреля 1902 года.
4. «Хог» заложен 14 июля 1898, спущен 13 августа 1900, введён в строй 19 ноября 1902 года.
5. «Баканти» заложен 15 февраля 1899, спущен 21 февраля 1901, введён в строй 25 ноября 1902 года.
6. «Юриалес» заложен 18 июля 1899, спущен 20 мая 1901, введён в строй 5 января 1904 года.

## Служба

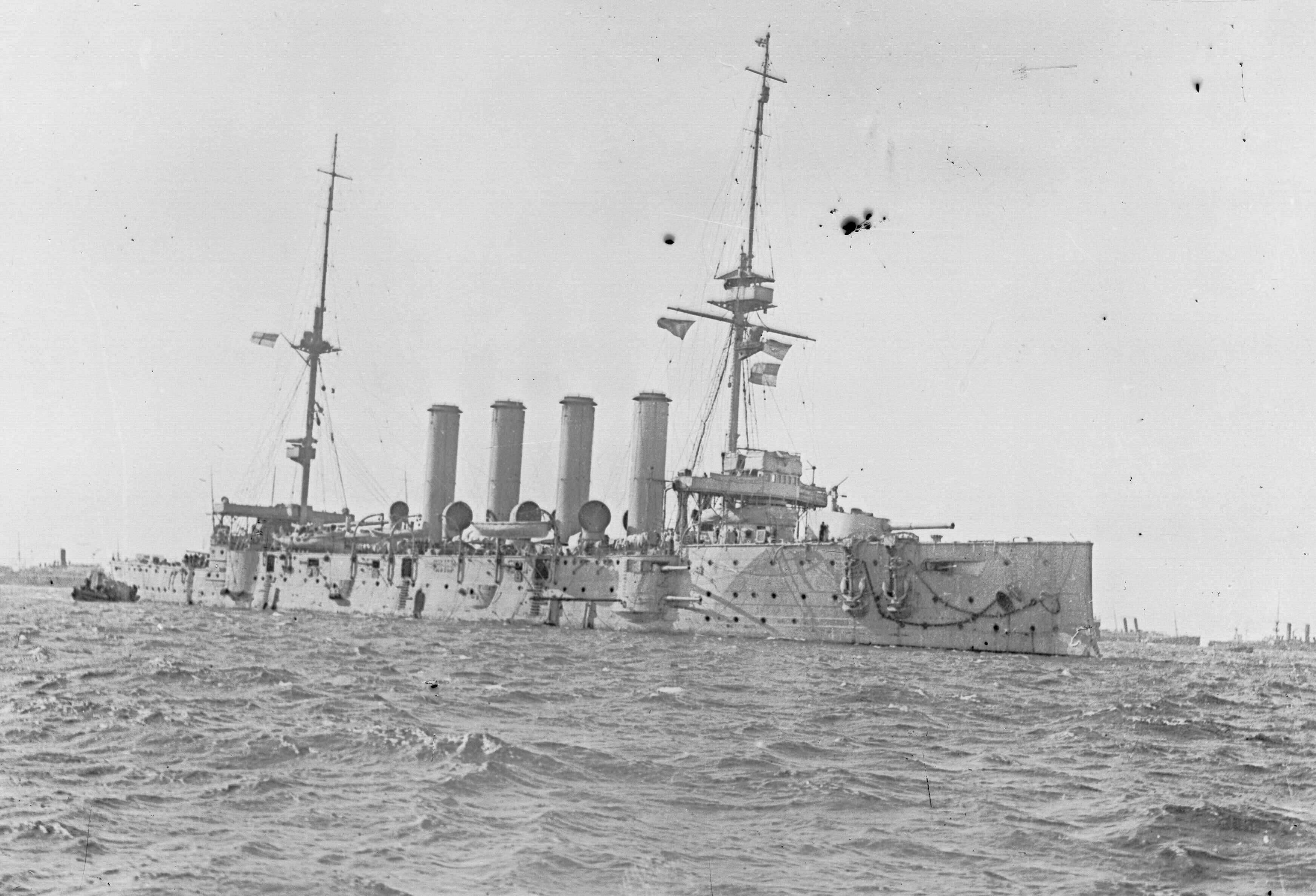
Дарданеллы. 1915 год

К началу Первой мировой войны корабли этой серии устарели морально и физически. Тем не менее из броненосных крейсеров «Кресси», «Абукир», «Хог», «Баканти» и «Юриалес» была сформирована 7-я эскадра крейсеров, которой командовал контр-адмирал Генри Г. Кэмпбелл. Из-за возраста кораблей, низкой скорости и в связи с тем, что они были укомплектованы экипажами из неопытных резервистов, эскадра была известна как «Эскадра живой приманки».
«Абукир», «Кресси» и «Хог» были потоплены 22 сентября 1914 года германской подлодкой U-9. Из 2296 человек экипажей 3 крейсеров погибли 62 офицера и 1397 матросов, главная заслуга в спасении значительной части из 837 человек (60 офицеров и 777 матросов) принадлежит голландскому пароходу «Флора».
«Баканти» и «Юриалес» принимали участие в Дарданелльской операции в 1915 году. Благополучно дослужили до конца Первой мировой войны и сданы на слом в 1920 году, а «Сатледж» — в 1921.

## Комментарии
1. ↑  фактический ∅ торпед 17,72 дюйма (450 мм)
2. ↑  практическая боевая скорострельность 2 выстрела в минуту